# Коста Веселинов
Коста Николов Веселинов е български комунист, македонист и деец на Вътрешната македонска революционна организация (обединена).

## Биография
Роден е на 18 февруари 1908 година в село Бобошево, Дупнишко. Наскоро след това семейството му се преселва в Горна Джумая, където завършва начално училище. Като ученик в Горноджумайската гимназия е изключен поради участие в марксисткото движение и е принуден да се премести в Пазарджик, където да довърши образованието си. След като завършва през 1929 година се завръща в Горна Джумая. Започва да работи в Мелник известно време, а след това влиза във Философския факултет, а после и в Юридическия факултет на Софийския университет. Влиза във ВМРО (обединена) и БКП. Участва в основаването на БОНСС. Влиза в ръководството на Македонската народна студентска група „Гоце Делчев“ и участва в издаването на вестниците ѝ „Македонски студентски лист“ (1931), „Македонска студентска трибуна“ (1932). Пише също статии в „Македонско знаме“, „Македонска младеж“, поради което е осъден на смърт от ВМРО и е принуден да заживее нелегално.
През 1933 година е арестуван и изключен от Софийския университет и се мести в Югославия, където си записва в Белградския университет. Там получава юридическо образование и през 1935 година се връща в София. Възприема идеите на македонизма прокламирани от Коминтерна през 1934 година. Става редактор на вестник „Македонски вести“. Отделно участва в подготовката на вестник „Гоце“ през 1938 година и е редактор на вестник „Глобус“ (1936 – 1937). Пише „Възраждането на Македония и Илинденското въстание“ (1939 г.), преведена на така наречения македонски език през 1944 година като става първият учебник по история в македонските училища. Участва в т. нар. Македонски литературен кръжок. По врема на Втората световна война е мобилизиран и изпратен в Беломорието. На 1 септември 1941 година е арестуван за противодържавна дейност и е изпратен в лагера Еникьой. Умира в Ксанти по време на операция от апандисит. Тялото му е погребано в София.